# Круз, Дариан
Дариан Той Круз (исп. Darian Toi Cruz; 7 февраля 1995, Аллентаун, Пенсильвания, США) — американский и пуэрториканский борец вольного стиля, призёр Панамериканских игр и Панамериканских чемпионатов.

## Биография
Круз занимался студенческой борьбой. В 2017 году будучи студентом Лихайского университета он был чемпионом Первого Дивизиона NCAA. С 2018 года представлял США на международных соревнованиях. В начале марта 2020 года в Оттаве, одолев Эдвина Герреру Гватемалы в схватке за 3 место, стал бронзовым призёром Панамериканского чемпионата. С 2022 года выступает за Пуэрто-Рико. В мае 2022 года в финале Панамериканского чемпионата в мексиканском Акапулько уступил Томасу Гилману из США, став серебряным призёром. В мае 2023 года вновь в финале Панамериканского чемпионата стал серебряным призёром, снова уступил Томасу Гилману. 1 ноября 2023 года на Панамериканских играх в Сантьяго дошёл до полуфинала, где проиграл Зейну Ричардсу из США, а схватка за 3 место не состоялась, так как Хуан Рамирес из Доминиканской Республики не состоялась, так как его соперник был дисквалифицирован, тем самым бронза досталась Крузу. 1 марта 2024 года на Панамериканском квалификационном турнире, одолев в полуфинале Зейна Ричардса, стал обладателем Олимпийской лицензии на игры в Париж.